# The Bartender and the Thief
The Bartender and the Thief è un singolo del gruppo rock gallese Stereophonics, pubblicato nel 1998 ed estratto dal loro secondo album in studio Performance and Cocktails.

## Tracce
- CD 1

1. The Bartender and the Thief - 3:09
2. She Takes Her Clothes Off - 3:57
3. Fiddler's Green (The Tragically Hip) - 4:08

- CD 2

1. The Bartender and the Thief (Live from Cardiff Castle) - 3:28
2. Traffic (Live from Cardiff Castle) - 6:07
3. Raymond's Shop (Live from Cardiff Castle) - 3:56

## Video
Il videoclip della canzone è ambientato in Thailandia ed è ispirato al film Apocalypse Now.